# Юйшань
Юйшань (кит. 玉山, «нефритова гора» — «Jade Mountain») — найвища вершина Східної Азії. Розташована на острові Тайвань. Її абсолютна висота становить 3952 м.

## Географія
Гора є частиною гірського ланцюга, що проходить через весь острів. Звідси беруть початок найбільші річки Тайваню — Чжошуй (濁水 溪), Цзенвень (曾文溪) і Даньшуй (淡水河). Тут знаходиться однойменний національний парк, досить популярний серед туристів.
Юйшань являє собою гірський масив, що складається із п'яти основних вершин (піків):
- Юйшань Головний пік (玉山主峰), 3952 м (12 966 фт)
- Юйшань Східний пік (玉山東峰), 3869 м (12 694 фт) — 1,2 км на схід від головного піку;
- Юйшань Північний пік (玉山北峰), 3858 м (12 657 фт) — 1,9 км на північ від головного піку;
- Юйшань Південний пік (玉山南峰), 3844 м (12 612 фт) — 2,6 км на південь від головного піку;
- Юйшань Західний пік (玉山西峰), 3518 м (11 542 фт) — 2,4 км на захід від головного піку.

Вузькоколійна залізниця піднімається до селища Алішань (阿里山), а потім рано вранці відвозить туристів на оглядовий майданчик на горі Жушань (祝 山) на висоті близько 2500 м з видом на Юйшань, де зустрічають світанок.
Потужний тайфун Моракот  наприкінці серпня 2009 року викликав лавини і зсуви, які пошкодили, а місцями зруйнували залізницю, принісши величезний збиток всьому регіону. Запуск в експлуатацію залізниці відкладений на невизначений термін. Вартість ремонту перевищує мільярд доларів, і надходять навіть пропозиції замінити залізницю кабельним підйомником.

### Клімат
Найтепліший місяць — липень із середньою температурою 8 °C. Найхолодніший місяць — січень, із середньою температурою -0,5 °С.
| Клімат г. Юйшань                           | Клімат г. Юйшань | Клімат г. Юйшань | Клімат г. Юйшань | Клімат г. Юйшань | Клімат г. Юйшань | Клімат г. Юйшань | Клімат г. Юйшань | Клімат г. Юйшань | Клімат г. Юйшань | Клімат г. Юйшань | Клімат г. Юйшань | Клімат г. Юйшань | Клімат г. Юйшань |
| Показник                                   | Січ.             | Лют.             | Бер.             | Квіт.            | Трав.            | Черв.            | Лип.             | Серп.            | Вер.             | Жовт.            | Лист.            | Груд.            | Рік              |
| Середній максимум, °C                      | 4,6              | 4,5              | 6,4              | 8,7              | 11,2             | 12,9             | 14,4             | 14               | 14               | 13,9             | 10,6             | 6,7              | 10,2             |
| Середня температура, °C                    | −0,5             | −0,2             | 1,4              | 3,6              | 6,0              | 7,4              | 8                | 7,8              | 7,4              | 6,6              | 4,1              | 1,2              | 4,4              |
| Середній мінімум, °C                       | −4               | −3,4             | −1,7             | 0,6              | 3                | 4,5              | 4,6              | 4,6              | 4,1              | 2,8              | 0,7              | −2,1             | 1,1              |
| Середня кількість сонячних годин на місяць | 207              | 158,7            | 151              | 139,4            | 133,8            | 135,9            | 171,3            | 150,8            | 158,5            | 213,6            | 199,7            | 197,1            | 2016,8           |
| Норма опадів, мм                           | 83.7             | 67.2             | 94.8             | 201.2            | 423.6            | 459.6            | 434.2            | 516.0            | 297.2            | 145.1            | 98.3             | 81.6             | 2902.5           |
| Вологість повітря, %                       | 62.3             | 70.7             | 76.2             | 80               | 81.5             | 80.8             | 77.7             | 81               | 77.4             | 66.4             | 65.9             | 63.1             | 73.6             |
| ------------------------------------------ | ---------------- | ---------------- | ---------------- | ---------------- | ---------------- | ---------------- | ---------------- | ---------------- | ---------------- | ---------------- | ---------------- | ---------------- | ---------------- |
| Джерело: Central Weather Bureau            |                  |                  |                  |                  |                  |                  |                  |                  |                  |                  |                  |                  |                  |

## Цікаві факти
- Згідно старокитайської легенди на горі Жушань жило божество осені — Жу-шоу. З гори воно спостерігало за заходом сонця і відображенням променів.
- У колоніальний період Юйшань називалася Ніітака (яп. 新 高山) і була найвищою горою Японської імперії.